# Edmund Chojecki (major)

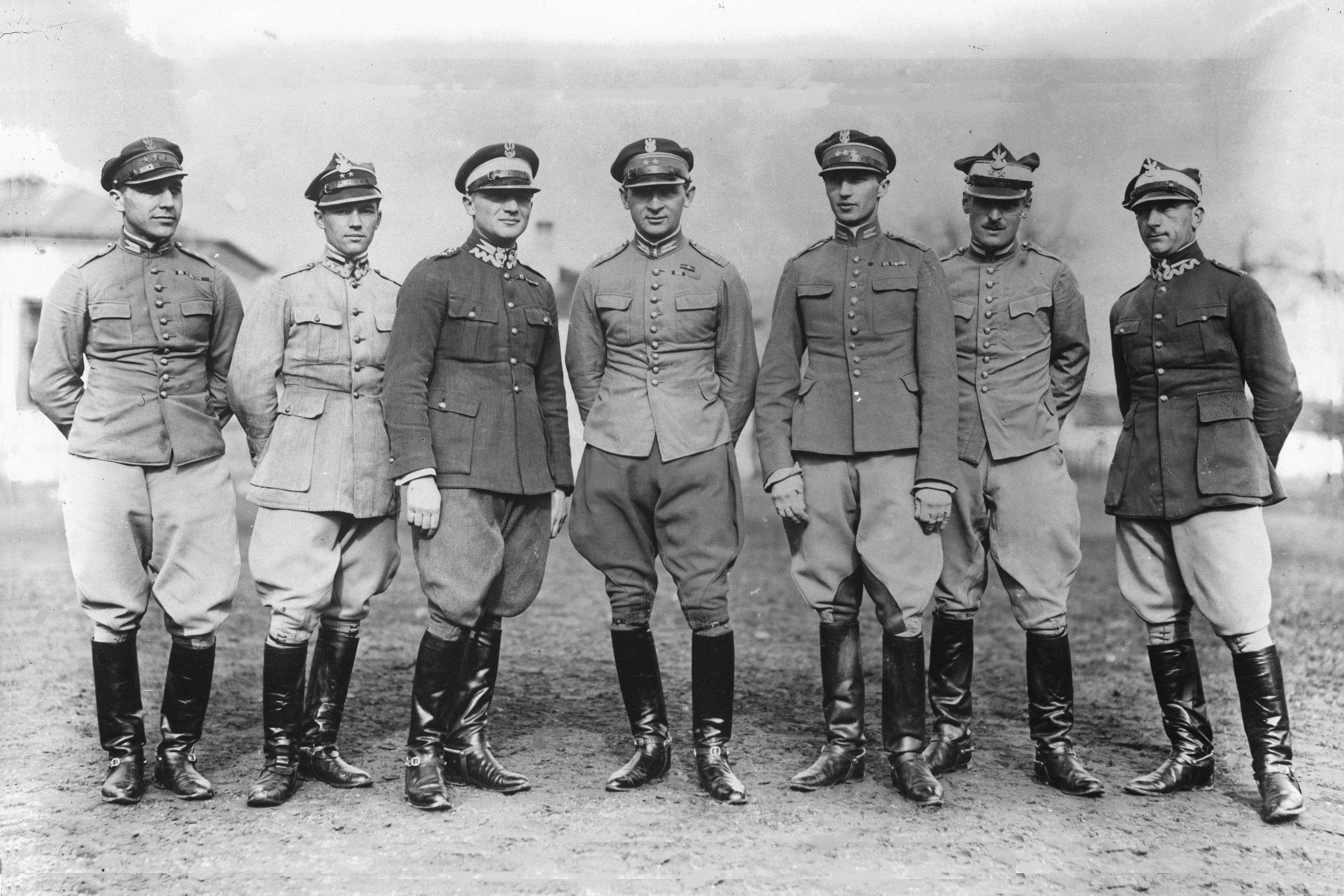
Edmund Chojecki (pierwszy z prawej) w towarzystwie pozostałych członków polskiej kadry jeździeckiej

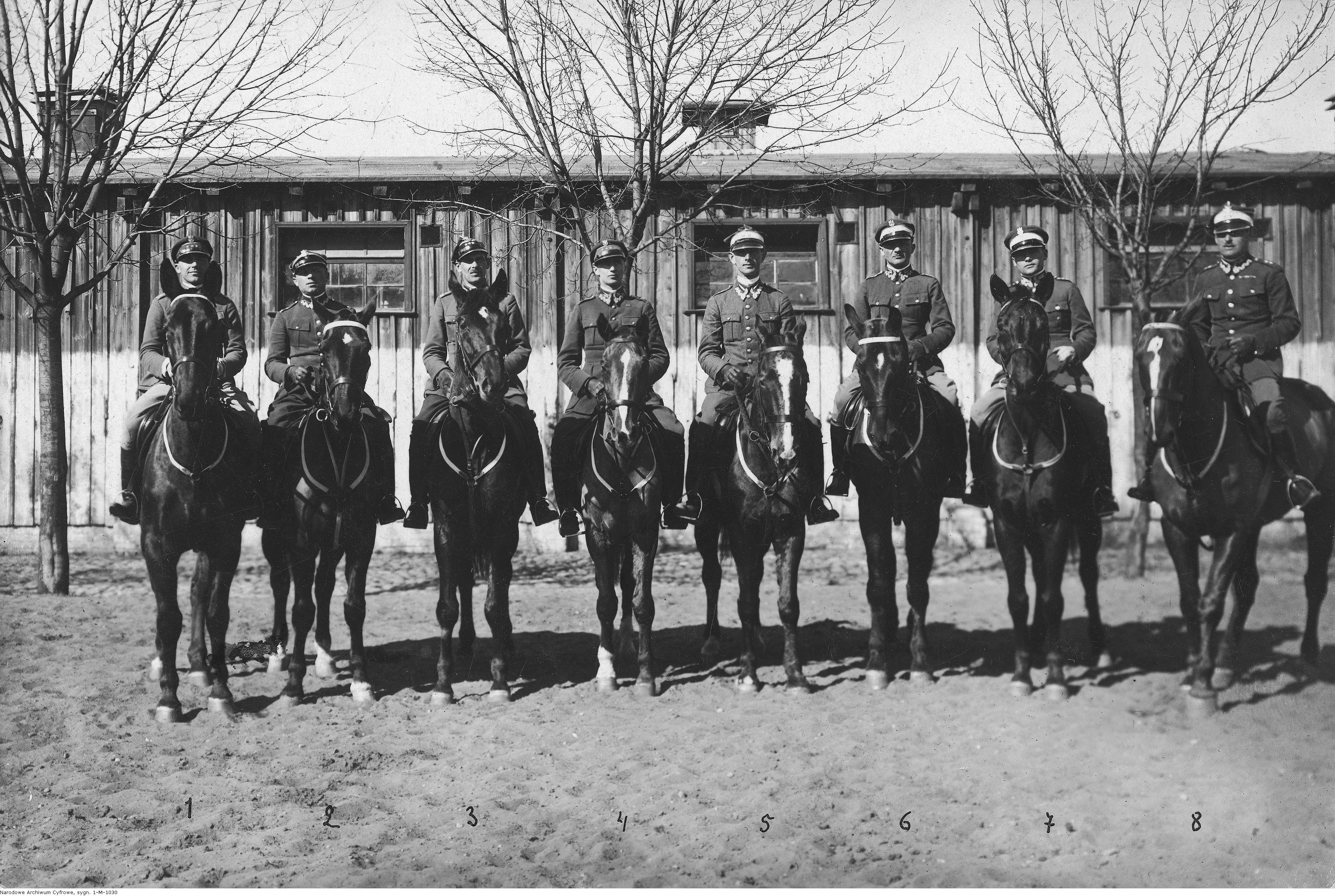
Polska ekipa jeźdźców przed wyjazdem na konkursy hippiczne w Nicei i w Rzymie - rtm. Edmund Chojecki 3. z lewej; Grudziądz 1926

Edmund Chojecki (ur. 18 marca 1892 w Popówce, zm. wiosną 1940 w Katyniu) – major kawalerii Wojska Polskiego, kawaler Orderu Virtuti Militari, ofiara zbrodni katyńskiej.

## Życiorys
Urodził się 18 marca 1892 w Popówce, powiecie nowogródzkim, w rodzinie Józefa i Władysławy ze Zdrojewskich. Po I wojnie światowej i odzyskaniu przez Polskę niepodległości wstąpił do Wojska Polskiego. 
Wziął udział w wojnie z bolszewikami. W maju 1920, w stopniu porucznika, został przydzielony do 16 pułku ułanów na stanowisko dowódcy szwadronu karabinów maszynowych.
Był wybitnym jeźdźcem. W 1921 znalazł się w składzie reprezentacji Polski w zawodach w Nicei. W kolejnych latach brał udział w wielu zawodach sportowych i odnosił sukcesy.
Został awansowany do stopnia rotmistrza ze starszeństwem z 1 czerwca 1919 w korpusie oficerów jazdy. W 16 pułku ułanów służył do 1924. Później został przeniesiony do 23 pułku ułanów, a następnie przydzielony do Centrum Wyszkolenia Kawalerii w Grudziądzu na stanowisko szefa ekwitacji. W tym czasie poznał mjra Henryka Dobrzańskiego. 2 kwietnia 1929 został mianowany majorem ze starszeństwem z 1 stycznia 1929 i 17. lokatą w korpusie oficerów kawalerii. W lipcu tego roku został przesunięty w CWKaw ze stanowiska instruktora jazdy konnej na stanowisko głównego instruktora jazdy konnej. Później został przeniesiony do 4 pułku strzelców konnych w Płocku. W kwietniu 1933 został przeniesiony na stanowisko rejonowego inspektora koni w Łucku. Na tym stanowisku pozostał do 1939.
Po wybuchu II wojny światowej 1939, kampanii wrześniowej i agresji ZSRR na Polskę z 17 września 1939, został aresztowany przez Sowietów. Był przetrzymywany w obozie jenieckim w Kozielsku. O jego pobycie tam wspomniał w swojej relacji Henryk Gorzechowski (syn Henryka Gorzechowskiego). Wiosną 1940 został przetransportowany do Katynia i rozstrzelany przez funkcjonariuszy Obwodowego Zarządu NKWD w Smoleńsku oraz pracowników NKWD przybyłych z Moskwy na mocy decyzji Biura Politycznego KC WKP(b) z 5 marca 1940. Pogrzebano go w bezimiennej mogile zbiorowej, gdzie od 28 lipca 2000 mieści się oficjalnie Polski Cmentarz Wojenny w Katyniu. W miejscu tym prowadzone były ekshumacje i prace archeologiczne. W 1943 jego ciało zidentyfikowano podczas ekshumacji prowadzonych przez Niemców pod numerem 480. Przy zwłokach Edmunda Chojeckiego zostały odnalezione m.in. legitymacja oficerska, legitymacja Orderu Virtuti Militari i dokument jego nadania, trzy pocztówki, dwa listy oraz pugilares.  Figuruje na liście wywózkowej 015/2 z 5 kwietnia 1940, poz. 31.  
Był żonaty z Marią z Mojewskich, z którą miał córkę Krystynę.

## Upamiętnienie
5 października 2007 minister obrony narodowej Aleksander Szczygło awansował go pośmiertnie do stopnia podpułkownika. Awans został ogłoszony 9 listopada 2007 w Warszawie, w trakcie uroczystości „Katyń Pamiętamy – Uczcijmy Pamięć Bohaterów”.
W ramach akcji „Katyń... pamiętamy” / „Katyń... Ocalić od zapomnienia” 26 marca 2009 Edmund Chojecki został uhonorowany poprzez zasadzenie Dębu Pamięci przy Zespole Szkół w Birczy.

## Ordery i odznaczenia
- Krzyż Srebrny Orderu Wojskowego Virtuti Militari nr 3341 (30 czerwca 1921)[27][28]
- Krzyż Walecznych[29]
- Złoty Krzyż Zasługi (25 maja 1939)[30][31]
- Srebrny Krzyż Zasługi (16 września 1926)[32]